# Манзей, Александр Логгинович
Александр Логгинович Манзей (1796/1797—1854) — полковник российской императорской армии.

## Биография
Происходил из дворян Тверской губернии, брат генерала Николая Логгиновича Манзея, дядя генерала Константина Николаевича Манзея. В службу поступил юнкером 9 августа 1813 года в 1-ю учебную роту Лейб-гвардии Конно-артиллерийской бригады. 2 октября 1814 года выпущен прапорщиком в 24-ю конную артиллерийскую роту, но к ней из-за болезни так и не прибыл, оставаясь в Санкт-Петербурге. 29 января 1816 года вновь определён в Лейб-гвардии Конную артиллерию.
5 февраля 1818 года произведён в подпоручики, 19 апреля 1820 года - в поручики, 26 декабря 1822 года -  в штабс-капитаны. 1 марта 1823 года вышел в отставку «за болезнью».
22 декабря 1827 года снова принят на службу майором по кавалерии с назначением для особых поручений к командиру Отдельного корпуса внутренней стражи. 25 декабря 1829 года произведён в подполковники. За усердное исполнение поручений награждён 14 декабря 1832 года орденом Святого Владимира 4-й степени.
6 декабря 1834 года произведён в полковники. 28 октября 1838 года прикомандирован к Кавказскому линейному казачьему войску, к которому прибыл 24 января 1839 года. Служа на Кавказе принял участие в боевых действиях. В мае-сентябре 1839 года участвовал в десантах против горцев под командованием генерал-майора Н.Н. Раевского и строительстве фортов в устьях рек Субаши и Псезуапе, а также в экспедиции из крепости Анапа. В сентябре 1840 года за отличие награждён орденом Святого Станислава 2-й степени.
Летом 1841 года Александр Манзей жил в Пятигорске, где близко общался с М.Ю. Лермонтовым. Ему посвящен приписываемый поэту экспромт:
Куда, седой прилюбодей, стремишь своей ты мысли беги...
Во время ссоры Лермонтова с Н.С. Мартыновым друзья собирались поручить Манзею, как старшему  по возрасту, переговоры с ними о примирении.
В 1842 году Манзей участвовал на правом фланге Кавказской линии в серии экспедиций против горцев за реки Кубань, Белую и Лабу. 18 июня 1843 года за многочисленные отличия награждён золотой саблей с надписью «За храбрость».
24 сентября 1851 года назначен членом полевого аудитората Отдельного Кавказского корпуса.

## Награды
- Орден Святого Владимира 4-й степени (14 декабря 1832)[2]
- Орден Святого Станислава 2-й степени (28 сентября 1840)[3]
- Золотая сабля «За храбрость» (18 июня 1843)
- Орден Святого Георгия 4-й степени за 25 лет беспорочной службы в офицерских чинах (1 января 1847)
- Орден Святой Анны 2-й степени (5 февраля 1847)[4]; императорская корона к ордену (16 мая 1852)
- Знак отличия за XXX лет беспорочной службы (22 августа 1851)
- Бронзовая медаль «В память Отечественной войны 1812 года»